# Nordstraße 55 (Mönchengladbach)

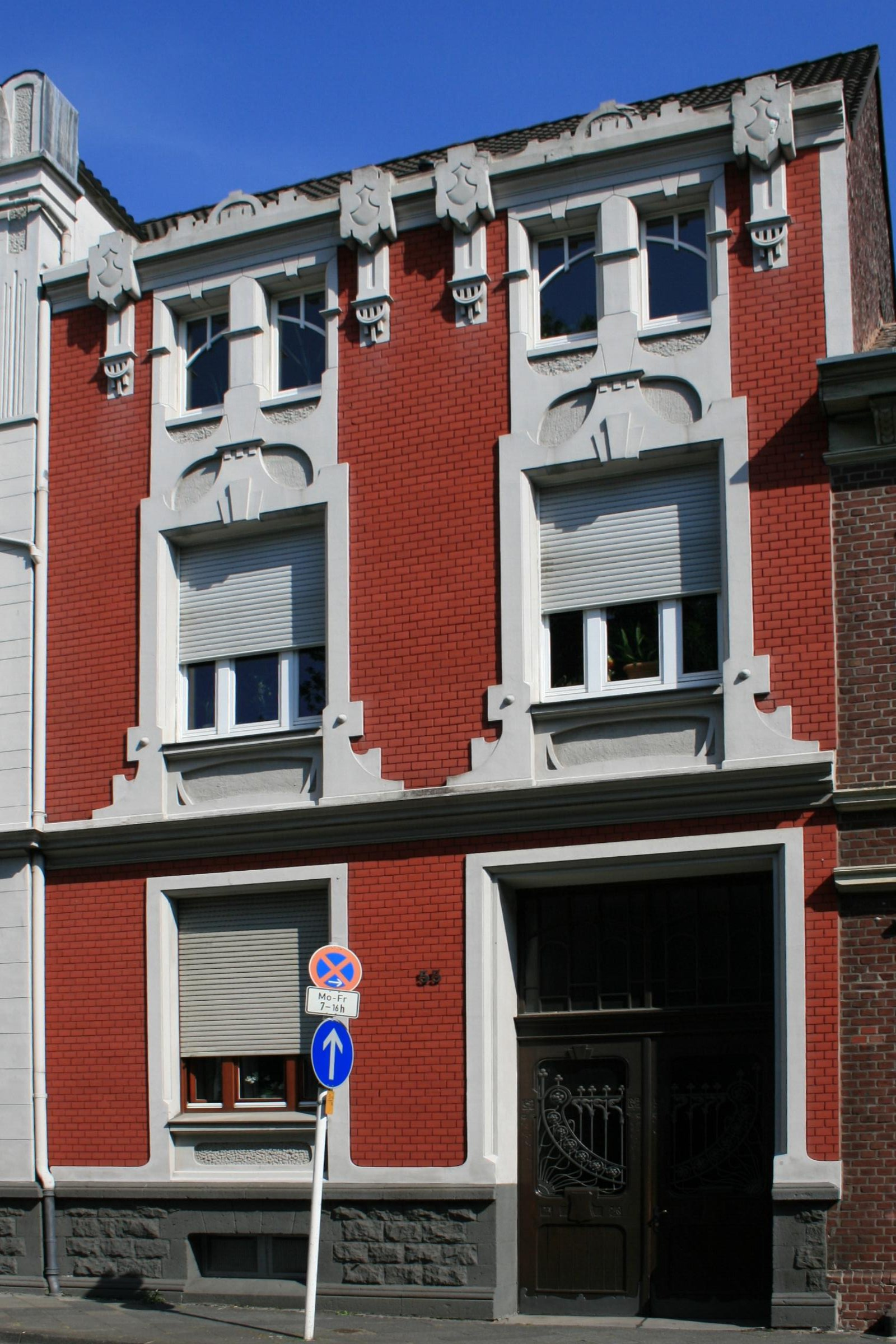
Wohnhaus

Das Wohnhaus Nordstraße 55 befindet sich im Stadtteil Grenzlandstadion in Mönchengladbach (Nordrhein-Westfalen).
Das Gebäude wurde 1903 erbaut. Es wurde unter Nr. N 013 am 14. September 1993 in die Denkmalliste der Stadt Mönchengladbach eingetragen.

## Architektur
Das Haus steht an der Nordstraße innerhalb einer geschlossenen Fünfergruppe historistischer Wohnhäuser. Es handelt sich um einen dreigeschossigen Backsteinbau mit einer vorgeblendeten Fassade aus Tonplättchen und Putzelementen.